# Raza brava
Raza brava es un documental chileno dirigido por Hernán Caffiero y estrenado en 2008.
La película cuenta la historia del «Kunta», un miembro de la Garra Blanca —la barra brava de Colo-Colo— que queda parapléjico tras una pelea y que sueña con volver al estadio ver a su equipo.

## Producción
La producción de Raza brava significó cuatro años de trabajo, tres de ellos de seguimiento a la Garra Blanca por Chile y otros países de Latinoamérica, como Argentina, Perú y México. Parte de la posproducción de la película fue realizada en Nueva York.

## Recepción

### Público
El documental, estrenado el jueves 4 de septiembre de 2008 con diez copias, había sido visto por 5 mil espectadores después del fin de semana siguiente, de los cuales 3.048 asistieron el día del estreno.
Sin embargo, el viernes 5 la cadena Cinemark decidió retirar las cinco copias que exhibía debido a daños provocados a sus instalaciones el día anterior. Las copias retiradas fueron reubicadas en cines de San Bernardo, Talca, Temuco y Valdivia.

### Crítica
Carlos Salazar, en La Nación, escribió que «sin desmerecer su valor como un gran reportaje hijo de la ubicuidad más exquisita, se extraña un discurso que vaya más allá de la mirada del fan y el periodista deportivo» y que, si bien la película tiene momentos «impagables», éstos pierden algo de valor debido a «una edición caótica que abusa de subtítulos y segmentos de información».